# Проскура

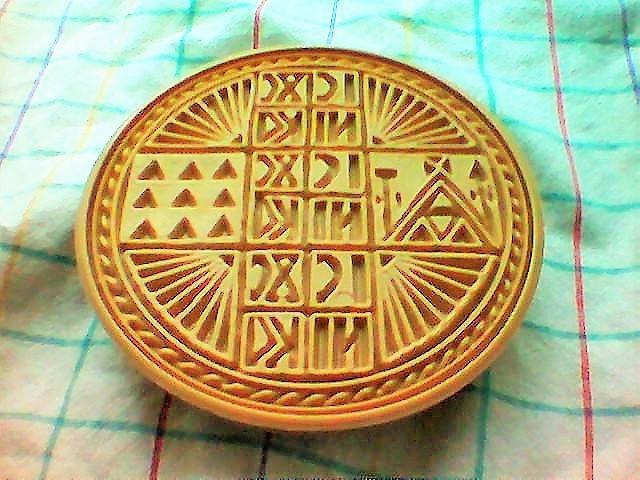
Грецька форма (печатка)для випікання проскур.

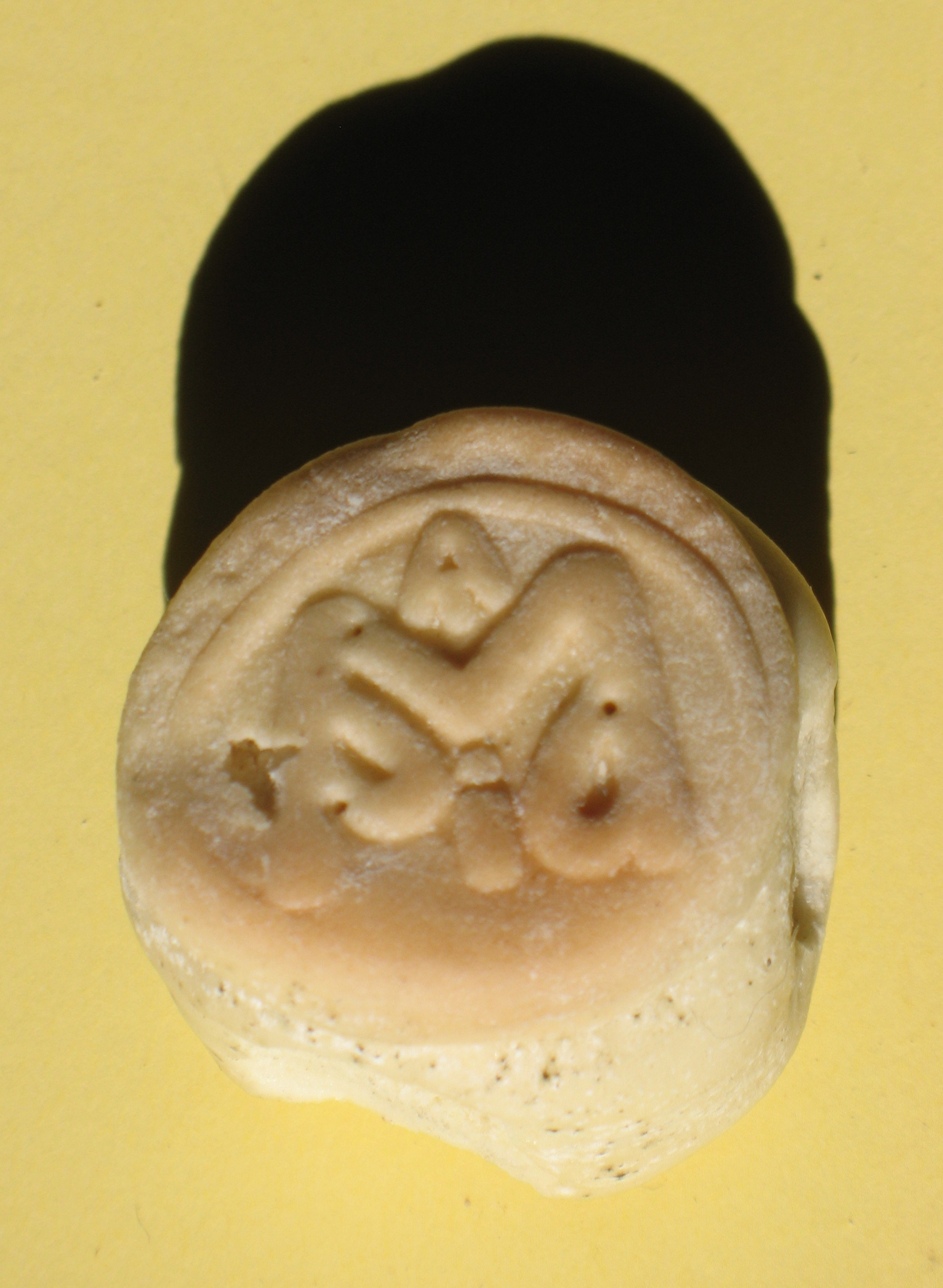
Проскура Діви Марії (М).

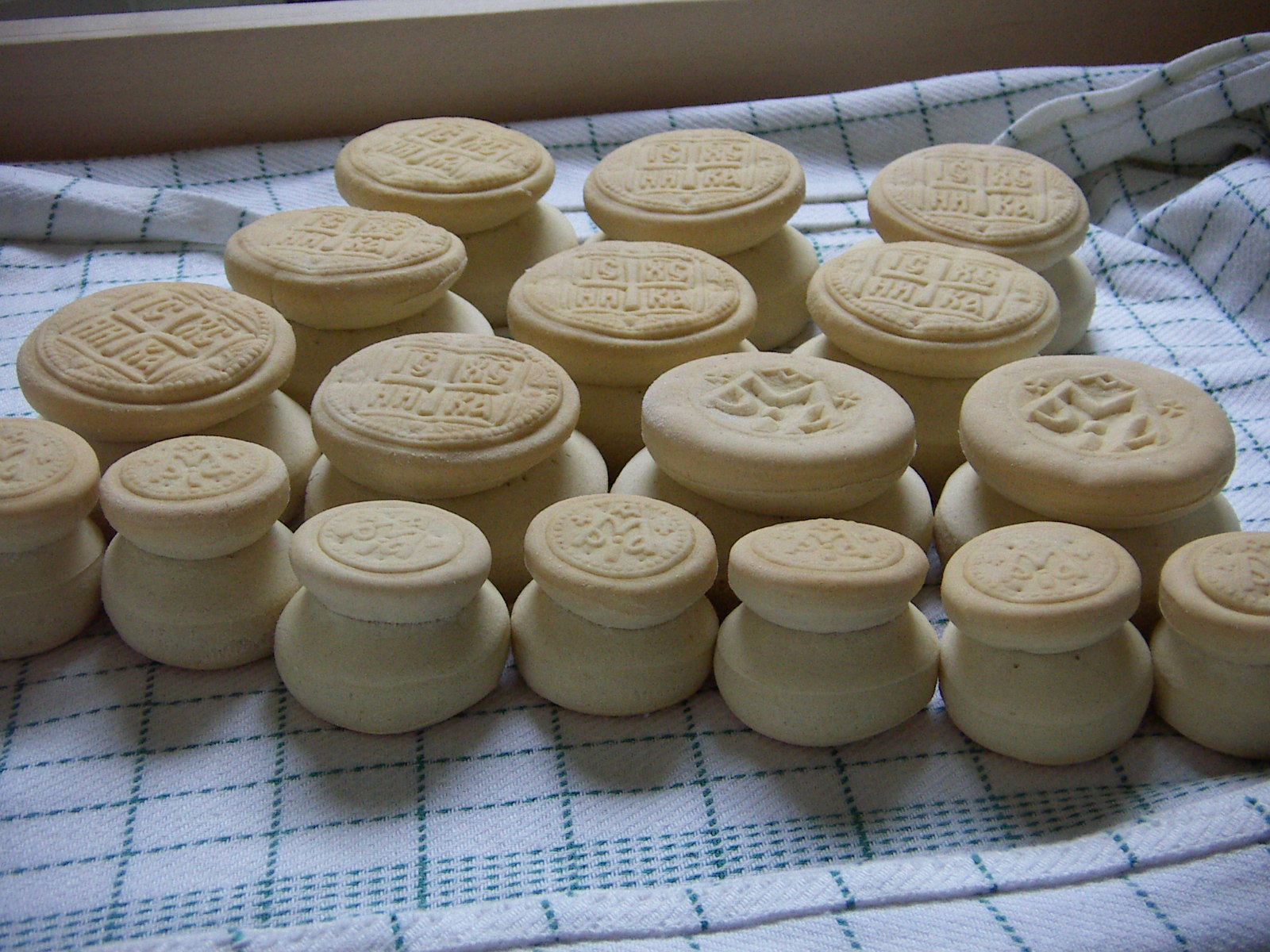
Богослужбові проскури.

Про́скура (про́скурка), просфóра, також про́скора, про́скорка (від грец. προσφορά — «приношення») — богослужбовий літургійний хліб, який використовується під час православного богослужіння Літургії для Євхаристії, та для поминання під час проскомидії живих та померлих.

## Приготування
Готується з квасного (дріжджового) тіста, та складається з пшеничного борошна, води та солі. На проскурі розміщуються зображення хреста з написом грецькою мовою: ІС-ХС НІ-КА (IC XC NIKA) («Ісус Христос Переможець»), або ж зображення Пресвятої Богородиці або когось зі святих. На символ двох природ Спасителя — Божественної та людської — проскури роблять з двох половинок.

## Використання
Священник у вівтарі при приготуванні чаші виймає часточки з кожної просфори особливим ножем, «копієм», читаючи при цьому спеціальну молитву. Часточки просфор спочатку кладуть в Дискос, коли з усіх просфор часточки вийняті, вони закладаються в чашу з розведеним гарячою водою червоним солодким вином, як Кагор, для причастя. Решта просфор передається на касу людям, що їх замовили. Люди віддають частину своїх просфор помічниці, що їх нарізає для вживання після причастя.
В ході літургії після співу Свят, свят, свят, Господь Саваоф… священник вигукує слова Ісуса Христа
Прийміть, споживайте, це є Тіло Моє, що за ВАС ламається — на відпущення гріхів.
Пийте з неї всі, це є Кров Моя, Нового Заповіту, що за ВАС, і за многих проливається — на відпущення гріхів.
Тим самим нагадується, що Ісус Христос своєю власною кривавою жертвою на хресті скасував криваву жертву Старого Заповіту для всіх людей. Новою Жертвою є не м'ясо забитих тельців, овець, курей, голубів, а вирощений людськими руками Хліб. А вино в ході Таїнства перетворюється на кров Спасителя. Це і є основне призначення просфори.